# الوی رویس
الوی رویس (اسپانیایی: Eloy Ruiz‎؛ زادهٔ ۷ ژانویهٔ ۱۹۸۹ ‏(۳۶ سال)) دوچرخه‌سوار اهل اسپانیا است.